# 国际笔会
国际笔会（PEN International，International PEN）是一个世界性的非政治、非政府作家组织。其旨在促进世界各国作家间的友谊与智力合作，无论其政治或观点如何；为言论自由而奋斗，并积极保护作家免受政治的压迫。
一切有资格的作家，不论其国籍、语言、种族、肤色或信仰，都可成为笔会分会会员。每个会员需签字同意笔会章程，以此遵守它的各项规定。
国际笔会是凯瑟琳·艾米·道森·斯科特夫人于1921年在伦敦创立的。首任会长为约翰·高尔斯华绥，早期成员中有约瑟夫·康拉德、萧伯纳和H·G·威尔斯，以后成员中包括诺贝尔奖获得者及世界各地的著名作家。
国际笔会有四个常设委员会：女作家委员会，狱中作家委员会，翻译和语言权利委员会，以及和平委员会。女作家委员会现任会长是伊丽莎白·诺德格伦（Elisabeth Nordgren）。
笔会（PEN）的名字取自“诗人”（poets）、“剧作家”（playwrights）、“编辑”（editor）、“散文家”（essayists）、“小說家”（novelists）的首字母缩写
国际笔会目前在世界上100多个国家里成立了159个分会，估计约有25,000名会员。
国际笔会下属的独立中文笔会、国外藏文作家笔会（亚太地区）和维吾尔笔会（东欧和中亚）都曾是美国国家民主基金会的赞助对象。  美国国家民主基金会的资金主要来源于美国国会。
2007年，国际笔会二〇〇七年亚太地区会议在香港举行，但有超過一半中国作家不获准或被官方规劝不要到港参加會議，当中包括章诒和、刘晓波、赵达功。
2017年9月国际笔会在乌克兰的利沃夫举行第83届年会。国际笔会会长詹妮弗·克莱门特（Jennifer Clement（页面存档备份，存于））和南非笔会名誉会长兼理事玛吉·奥福德（Margie Orford（页面存档备份，存于））发布了《国际笔会妇女宣言》(PEN International Women's Manifesto)（页面存档备份，存于）。

## 历任主席
- 约翰·高尔斯华绥，1921年－1933年
- 赫伯特·乔治·威尔斯，1933年－1936年
- 朱尔·罗曼，1936年－1941年
- 主席团：胡适、德尼·索拉（Denis Saurat）、赫伯特·乔治·威尔斯、赫蒙·奥尔德（Hermon Ould）、桑顿·怀尔德，1941年－1946年
- 主席团：胡适、德尼·索拉、赫蒙·奥尔德、桑顿·怀尔德、E·M·福斯特、弗朗索瓦·莫里亚克，伊尼亚齐奥·西洛内，1946年－1947年
- 莫里斯·梅特林克，1947年－1949年
- 贝内德托·克罗齐，1949年－1952年
- 查尔斯·摩根（Charles Morgan），1953年－1956年
- 安德烈·尚松（André Chamson），1956年－1959年
- 阿尔贝托·莫拉维亚，1959年－1962年
- 维克多·范·弗里斯亚（Victor van Vriesland），1962年－1965年
- 亚瑟·米勒，1965年－1969年
- 皮埃尔·埃曼努埃尔（Pierre Emmanuel），1969年－1971年
- 海因里希·伯尔，1971年－1974年
- 维克多·索登·普里切特（V. S. Pritchett），1974年－1976年
- 马里奥·巴尔加斯·略萨，1976年－1979年
- 佩尔·韦斯特贝里（Per Wästberg），1979年－1986年
- 弗朗西斯·金（Francis King），1986年－1989年
- 勒内·塔韦尼耶（René Tavernier），1989年
- 佩尔·韦斯特贝里（Per Wästberg），1989年－1990年（临时主席）
- 捷尔吉·康拉德，1990年－1993年
- 罗纳德·哈伍德，1993年－1997年
- 奥梅罗·阿里迪斯（Homero Aridjis），1997年－2003年
- 伊日·格鲁沙（Jiří Gruša），2003年－2009年
- 约翰·罗尔斯顿·索尔（John Ralston Saul），2009年－2015年
- 詹妮弗·克莱门特（Jennifer Clement），2015年－

## 外部連結
- 國際筆會官網（页面存档备份，存于）
- 中華民國筆會官網（页面存档备份，存于）
- 香港中國筆會官網（页面存档备份，存于）
- 中國筆會中心官網（页面存档备份，存于）
- 獨立中文筆會官網
- 维吾尔筆會官網（页面存档备份，存于）